# Wziąchowo Wielkie
Wziąchowo Wielkie – wieś w Polsce położona w województwie dolnośląskim, w powiecie milickim, w gminie Milicz.

## Podział administracyjny
W latach 1975–1998 miejscowość administracyjnie należała do województwa wrocławskiego.

## Zabytki
Do wojewódzkiego rejestru zabytków wpisany jest:
- zespół dworski, z około 1830 r., przebudowany w drugiej połowie XIX w.:
  - dwór, murowany, parterowy, zbudowany w pierwszych latach XIX w. w stylu klasycystycznym
  - park
  - folwark